# Воденіктов Іван Георгійович
Іван Георгійович Воденіктов (нар. 13 квітня 1932, село Тополя, тепер Махамбетського району Атирауської області, Казахстан — 24 жовтня 2020, місто Запоріжжя) — радянський діяч, працівник виробництва та промисловості, 1-й секретар Запорізького міськкому КПУ. Кандидат у члени ЦК КПУ в 1976—1981 роках. Член ЦК КПУ в 1981—1990 роках. Депутат Верховної Ради УРСР 10—11-го скликань.

## Життєпис
Народився в родині російських селян-колгоспників. У 1947 році закінчив сім класів Баксайської школи Гур'євської області Казахської РСР. У липні 1947 — серпні 1949 року — колгоспник, помічник моториста рільничої бригади колгоспу імені Леніна села Баксай Баксайського району Гур'євської області.
У серпні 1949 — листопаді 1951 року — учень Гур'євського рибопромислового технікуму.
З 1951 по 1955 рік — служба на військово-морському флоті: у листопаді 1951 — серпні 1952 року — учень-хімік, у серпні 1952 — листопаді 1953 року — інструктор, старшина II статті, у листопаді 1953 — вересні 1954 року — старший інструктор, старшина I статті, у вересні 1954 — листопаді 1955 року — інструктор, старшина I статті 39-ї школи зброї 7-го навчального загону Балтійського флоту.
У листопаді 1955 — серпні 1956 року — вихователь Гур'євської морехідної школи Казахської РСР.
У серпні 1956 — серпні 1961 року — студент металургійного факультету Московського інституту сталі, інженер-металург.
Член КПРС з грудня 1957 року.
У серпні — жовтні 1961 року — помічник плавильного майстра, у жовтні 1961 — січні 1965 року — плавильний майстер сталеплавильного цеху № 3, виконувач обов'язків начальника зміни, у січні 1965 — листопаді 1967 року — керівник групи Центральної заводської лабораторії заводу «Дніпроспецсталь» міста Запоріжжя.
У листопаді 1967 — серпні 1970 року — заступник секретаря партійного комітету, 21 серпня 1970 — 11 жовтня 1975 року — секретар партійного комітету, у жовтні — грудні 1975 року — головний сталеплавильник, заступник головного інженера заводу «Дніпроспецсталь» міста Запоріжжя.
20 грудня 1975 — 22 жовтня 1985 року — 1-й секретар Запорізького міського комітету КПУ.
22 жовтня 1985 — 30 травня 1988 року — директор електрометалургійного заводу «Дніпроспецсталь» міста Запоріжжя.
У травні 1988 — 1992 року — заступник генерального директора будівництва металургійного комбінату міста Абеокута (Нігерія).
З 1992 року — заступник керуючого банку «Відродження» у Запоріжжі.
З 1999 року — голова Запорізької обласної ради Українського товариства мисливців та рибалок.
Депутат Верховної Ради УРСР (1980–1990).

## Нагороди та звання
Нагороджений двома орденами Трудового Червоного Прапора (1971, 1974), Дружби народів (1980), медалями «За освоєння цілинних земель» (1958), «За доблесну працю» (1970), «Ветеран праці» (1983), «На пам'ять 1500-річчя Києва» (1985), «За розвиток Запорізького краю» (2004); Почесною Грамотою Президії ВР УРСР (1982). Почесний громадянин міста Запоріжжя (5.06.2002).